# Рагимов, Шахрияр Агали оглы
Шахрияр Агали оглы Рагимов (азерб. Şəhriyar Ağali oğlu Rəhimov; 6 апреля 1989, Баку — 25 августа 2023, Турция) — азербайджанский футболист, полузащитник. Выступал за сборную Азербайджана.
Защищал также цвета юношеских (U-17 и U-19), молодёжной сборных Азербайджана.

## Клубная карьера
Выступал за клуб «Адлийя» (Баку). Со второй половины сезона 2009—10 выступал за «Карван». В команде выступал под номером 13.
С 2007 по 2011 защищал цвета клуба премьер-лиги Азербайджана «Интер» (Баку). В команде играл под № 2.
Закончил карьеру в 2022 году в команде «Сабаил».
Скончался 25 августа 2023 года в Турции, где проходил лечение от онкологического заболевания.

## Сборная Азербайджана
В составе молодёжной сборной Азербайджана выступал под № 13.
| № | Дата            | Оппонент | Счёт | Голы | Пасы | Карточки | Минуты | Соревнование             |
| - | --------------- | -------- | ---- | ---- | ---- | -------- | ------ | ------------------------ |
| 1 | 23 марта 2018   | Беларусь | 0:1  | —    | —    | 49'      | 74'    | Товарищеский матч        |
| 2 | 21 марта 2019   | Хорватия | 1:2  | —    | —    | —        | 90'    | Отбор ЧЕ-2020 (группа E) |
| 3 | 11 июня 2019    | Словакия | 1:5  | —    | —    | —        | 90'    | Отбор ЧЕ-2020 (группа E) |
| 4 | 6 сентября 2019 | Уэльс    | 1:2  | —    | —    | —        | 73'    | Отбор ЧЕ-2020 (группа E) |
| 5 | 9 сентября 2019 | Хорватия | 1:1  | —    | —    | —        | 90'    | Отбор ЧЕ-2020 (группа E) |
| 6 | 9 октября 2019  | Бахрейн  | 3:2  | —    | —    | —        | 68'    | Товарищеский матч        |
| 7 | 13 октября 2019 | Венгрия  | 0:1  | —    | —    | 12'      | 90'    | Отбор ЧЕ-2020 (группа E) |

Итого: сыграно матчей: 7 / забито голов: 0; победы: 1, ничьи: 1, поражения: 5.